# Henrik Vind
Henrik Jakobsen Vind (21. september 1594 Roskilde – 17. februar 1633 Røgle i Skåne) var en dansk admiral i Christian 4.'s tid. 
Han ejede fra 1612 Klarupgård ved Ålborg sammen med broderen Iver Vind.
Fra 1627 til 1633 havde han Bakke Kloster i Trondhjem i forlening og købte 1630 Aggersvold ved Jyderup.
Samme år blev han gift med Margrete Pedersdatter Laxmand (1611-1681) og fik med hende gården Røgle i Skåne.

## Tjeneste i Holland og Belgien
Henrik Vind gik først i skole i Roskilde og kom siden i Sorø Skole.
I 1607 deltog han i Jakob Ulfeldts gesandtskab til Holland, hvor han tog tjeneste og forblev indtil 1610.
Under Kalmarkrigen tjente han som frivillig under kaptajn Gabriel Kruse på den danske flåde.
Efter fredslutningen drog han igen udenlands og tog tjeneste i Belgien.

## Skibskaptajn og admiral
I 1616 vendte Vind hjem til Danmark og blev udnævnt til skibskaptajn.
1618 havde han en tid tilsyn med Bremerholm, men ellers færdedes han mest ude som skibschef.
1622-23 konvojerede han således købmandsskibe til Spanien, 1625 kommanderede han som admiral en mindre eskadre ved Elben, der skulle forhindre kongens fjender i Tyskland i at få forsyninger.
I sommeren 1627 var han admiral for en eskadre på Weseren og i vinteren 1627-28 for flåden i Østersøen; i foråret 1628 sendtes han igen til Elben, og 1629 kommanderede han sammen med Gabriel Kruse flåden i Østersøen.
1630 deltog han som kvartalsadmiral på skibet Lindormen i kampen mod Hamborg, og året efter krydsede han med en eskadre i Vesterhavet for at opbringe fribyttere.
Vind døde 1633 på Røgle i Skåne.
Enken Margrete Laxmand ægtede 1641 generalmajor Joachim Breda. 